# 五世王廣場

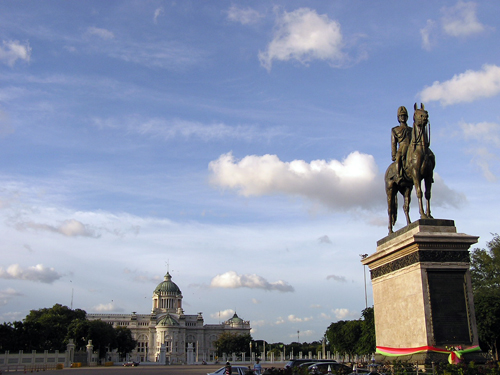
五世王騎馬像

13°46′8″N 100°30′44″E / 13.76889°N 100.51222°E
五世王廣場（The Royal Plaza）位於泰國首都曼谷律實宫。
從前，這裡是暹羅君主朱拉隆功（拉瑪五世）寢宮中的接待大廳，後來亦曾用來做為第一次議會的地點。在1932年6月24日發生政變，這裡見證了推翻君主专制，成立君主立憲的地方。當前每年泰國的紅十字會皆會在這裡開博覽會。律實動物園亦位于附近，在場中心豎立五世王騎馬像。

## 歷史
該尊五世王騎馬像建於1908年，由當地暹羅居民集資建成。雕像由法國的巴黎之工匠制作，製像的餘額挪用為朱拉隆功大學創校資金。